# 日本電設工業
日本電設工業株式会社（にっぽんでんせつこうぎょう、Nippon Densetsu Kogyo Co., Ltd.）は東京都台東区に本社を置く総合電気工事会社で、東日本旅客鉄道（JR東日本）の持分法適用関連会社である。

## 概要
1942年（昭和17年）12月15日、鉄道省の電気工事指定業者121社と電気機器・電線等の指定製造業者15社の共同出資の下、鉄道省の鉄道電気工事を独占的に請負う会社として、「鉄道電気工業株式会社」が設立された。1949年（昭和24年）7月、国鉄の鉄道電気工事の発注が一般競争入札となったことを機に、一般電気工事分野に進出し、会社名を現在の「日本電設工業株式会社」に変更した。
事業領域を「鉄道電気工事」「一般電気工事」「情報通信工事」の3部門に分けている。売上高別に見ると、鉄道電気工事が一番多く、全体の5割以上を占めている。鉄道電気工事部門ではリーディングカンパニーとして、在来線・新幹線だけではなく、地下鉄、新交通システムまで幅広い領域の事業を全国展開している。
人材育成を目的として、千葉県柏市に「中央学園」という研修施設を所有している。また、「NDK技術学園」という名称の認定職業訓練校が併設されており、自社だけでなく協力会社、同業他社の社員も受け入れ、業界全体の技術・技能の向上にも努めている。

## 歴史
- 1942年（昭和17年）12月15日 - 鉄道電気工業株式会社として設立。
- 1949年（昭和24年）7月 - 日本電設工業株式会社に社名変更。
- 1949年（昭和24年）10月 - 建設業法による建設大臣登録（イ）第152号の登録を受ける。
- 1962年（昭和37年）12月 - 東京証券取引所市場第二部に上場する。
- 1968年（昭和43年）4月 - 創立25周年記念事業で中央研修所（現・中央学園）を開設する。
- 1973年（昭和48年）10月 - 東京証券取引所市場第一部に指定替えする。
- 1974年（昭和49年）2月 - 建設業法改正に伴い建設大臣許可第2995号の許可を受ける。
- 1985年（昭和60年）2月 - 本店所在地を現在地に移転する。
- 1993年（平成5年）4月 - 創立50周年記念事業で中央学園を開設する。
- 2001年（平成13年）4月 - 電設工技術学園（東京都認定職業訓練校）を開校する。
- 2011年（平成23年）4月 - 校名を電設工技術学園からNDK技術学園に変更する。

## 事業所

### 本店・本部
- 本店 - 東京都台東区池之端1‐2‐23
- 鉄道統括本部 - 東京都台東区池之端1‐2‐11
- 営業統括本部 - 東京都台東区池之端1‐2‐11
- 情報通信本部 - 東京都台東区池之端1‐2‐11
- 関連事業本部 - 東京都台東区池之端1‐2‐23
- 西日本統括本部 - 大阪市淀川区三国本町2-1-3

### 支店
- 北海道支店 - 札幌市北区北16条西5‐2‐22
- 東北支店 - 仙台市青葉区中央4‐9‐23
- 中部支店 - 名古屋市中村区本陣通り2‐29
- 大阪支店 - 大阪市淀川区三国本町2-1-3
- 中国支店 - 広島市東区二葉の里1‐1‐42
- 四国支店 - 高松市本町7‐17
- 九州支店 - 福岡市博多区比恵町13‐7

### 研修施設
- 中央学園 - 千葉県柏市金山963

## グループ企業一覧

### 子会社
- NDK総合サービス株式会社
- NDKイッツ株式会社
- NDK電設株式会社
- NDK設備設計株式会社
- NDKアールアンドイー株式会社
- 日本電設電車線工事株式会社
- 日本電設信号工事株式会社
- 日本電設通信工事株式会社
- NDK西日本電設株式会社
- 株式会社東電
- トキワ電気工業株式会社
- 東日本電気エンジニアリング株式会社
- 八重洲電機工事株式会社
- 大栄電設工業株式会社
- 日本架線工業株式会社
- 株式会社石田工業所

### 関連会社
- 日本鉄道電気設計株式会社
- 株式会社新陽社
- 永楽電気株式会社
- 株式会社三工社
- 三誠電気株式会社